# Pierścienie Cabota

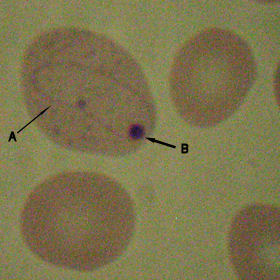
Pierścień Cabota (A)

Pierścienie Cabota – wtręty w erytrocytach w kształcie pętli lub ósemki, prawdopodobnie będące pozostałością wrzeciona podziałowego, powstające w następstwie nieprawidłowego przebiegu erytropoezy. Mogą się pojawić w przebiegu niedokrwistości Addisona-Biermera, ołowicy i niektórych zaburzeń erytropoezy.
Nazwa eponimiczna upamiętnia amerykańskiego lekarza Richarda Cabota, który je opisał w 1903 roku.